# Saint-Ondras
Saint-Ondras est une commune française située dans le département de l'Isère en région Auvergne-Rhône-Alpes.
Ses habitants se dénomment les Ondrasien(ne)s.

## Géographie

### Situation et description

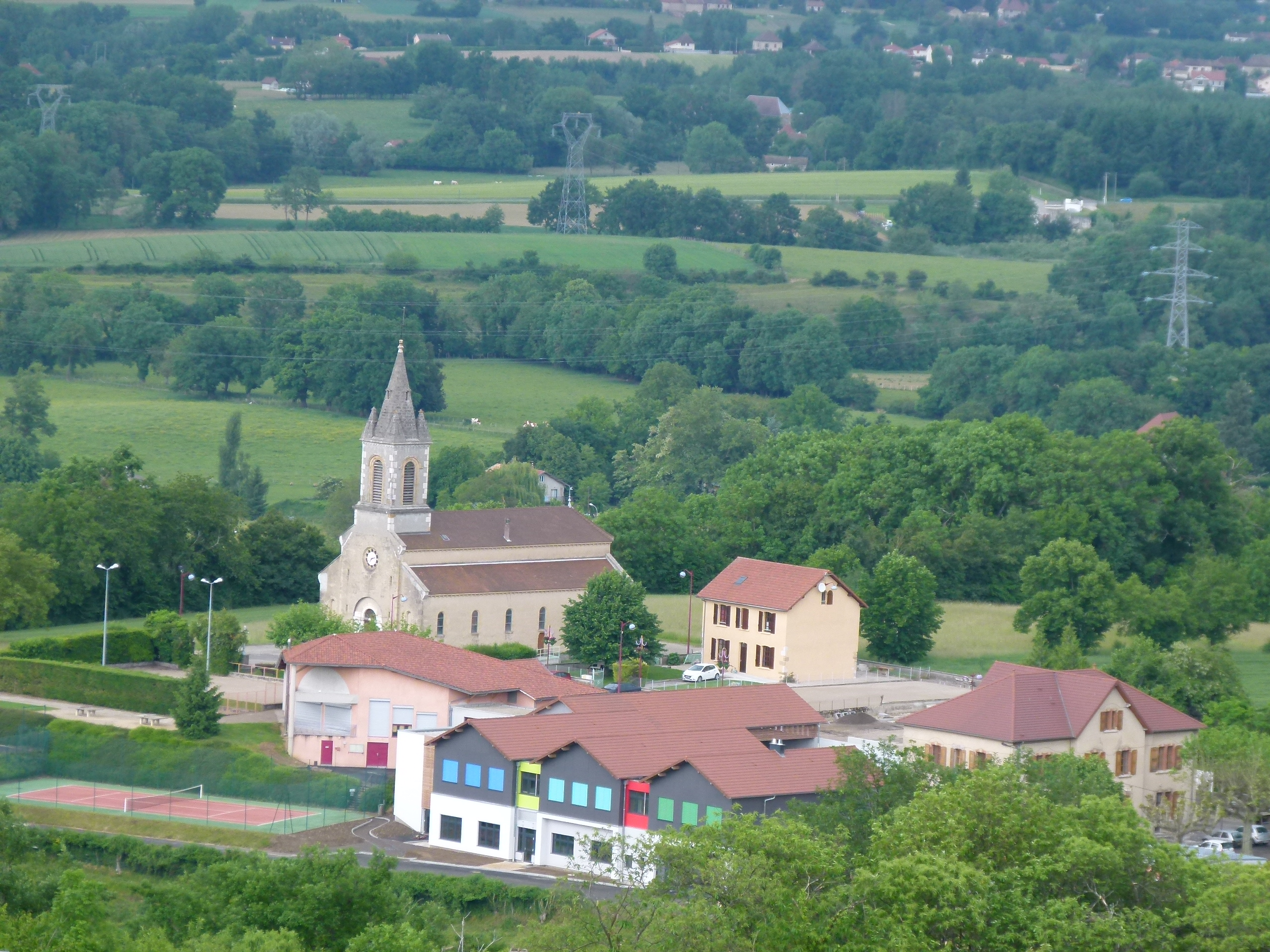
Le bourg de Saint-Ondras

Saint-Ondras est un petit village positionné sur une colline surplombant la micro-région des Terres froides et la vallée de la Bourbre, petite rivière qui traverse une grande partie du Nord-Isère, laquelle correspond en partie à l'arrondissement de La Tour-du-Pin.
Son territoire est à approximativement situé à égale distance des agglomérations de Grenoble, de Lyon et de Chambéry, soit à une cinquantaine de kilomètres de chacune de ces villes.

### Hydrographie
La commune est bordée dans sa partie occidentale par la rivière de la Bourbre, affluent du Rhône et d'une longueur de 72,2 km et des marais. Cette rivière comptent deux affluents répertoriés sur le territoire : 
- le ruisseau de Clandon[3];
- le ruisseau des Fosges, d'une longueur de 1,9 km[4].
- le ruisseau de Biôt
- le ruisseau de Combaud

### Climat
Pour des articles plus généraux, voir Climat d'Auvergne-Rhône-Alpes et Climat de l'Isère.
En 2010, le climat de la commune est de type climat des marges montargnardes, selon une étude du Centre national de la recherche scientifique s'appuyant sur une série de données couvrant la période 1971-2000. En 2020, Météo-France publie une typologie des climats de la France métropolitaine dans laquelle la commune est exposée à un climat de montagne ou de marges de montagne et est dans la région climatique Alpes du nord, caractérisée par une pluviométrie annuelle de 1 200 à 1 500 mm, irrégulièrement répartie en été.
Pour la période 1971-2000, la température annuelle moyenne est de 10,3 °C, avec une amplitude thermique annuelle de 17,2 °C. Le cumul annuel moyen de précipitations est de 1 207 mm, avec 10,3 jours de précipitations en janvier et 7,2 jours en juillet. Pour la période 1991-2020, la température moyenne annuelle observée sur la station météorologique de Météo-France la plus proche, « Pont-de-Beauvoisin », sur la commune du Pont-de-Beauvoisin à 10 km à vol d'oiseau, est de 11,8 °C et le cumul annuel moyen de précipitations est de 1 166,3 mm,. Pour l'avenir, les paramètres climatiques de la commune estimés pour 2050 selon différents scénarios d'émission de gaz à effet de serre sont consultables sur un site dédié publié par Météo-France en novembre 2022.

### Voies de communication
Le territoire communal est traversé par la RD 73.

## Urbanisme

### Typologie
Au 1er janvier 2024, Saint-Ondras est catégorisée commune rurale à habitat dispersé, selon la nouvelle grille communale de densité à sept niveaux définie par l'Insee en 2022.
Elle est située hors unité urbaine et hors attraction des villes,.

### Occupation des sols
L'occupation des sols de la commune, telle qu'elle ressort de la base de données européenne d’occupation biophysique des sols Corine Land Cover (CLC), est marquée par l'importance des territoires agricoles (89,1 % en 2018), une proportion sensiblement équivalente à celle de 1990 (88,5 %). La répartition détaillée en 2018 est la suivante : 
zones agricoles hétérogènes (64,4 %), terres arables (22,8 %), zones humides intérieures (7,6 %), forêts (3,1 %), prairies (1,8 %), zones urbanisées (0,2 %). L'évolution de l’occupation des sols de la commune et de ses infrastructures peut être observée sur les différentes représentations cartographiques du territoire : la carte de Cassini (XVIIIe siècle), la carte d'état-major (1820-1866) et les cartes ou photos aériennes de l'IGN pour la période actuelle (1950 à aujourd'hui).

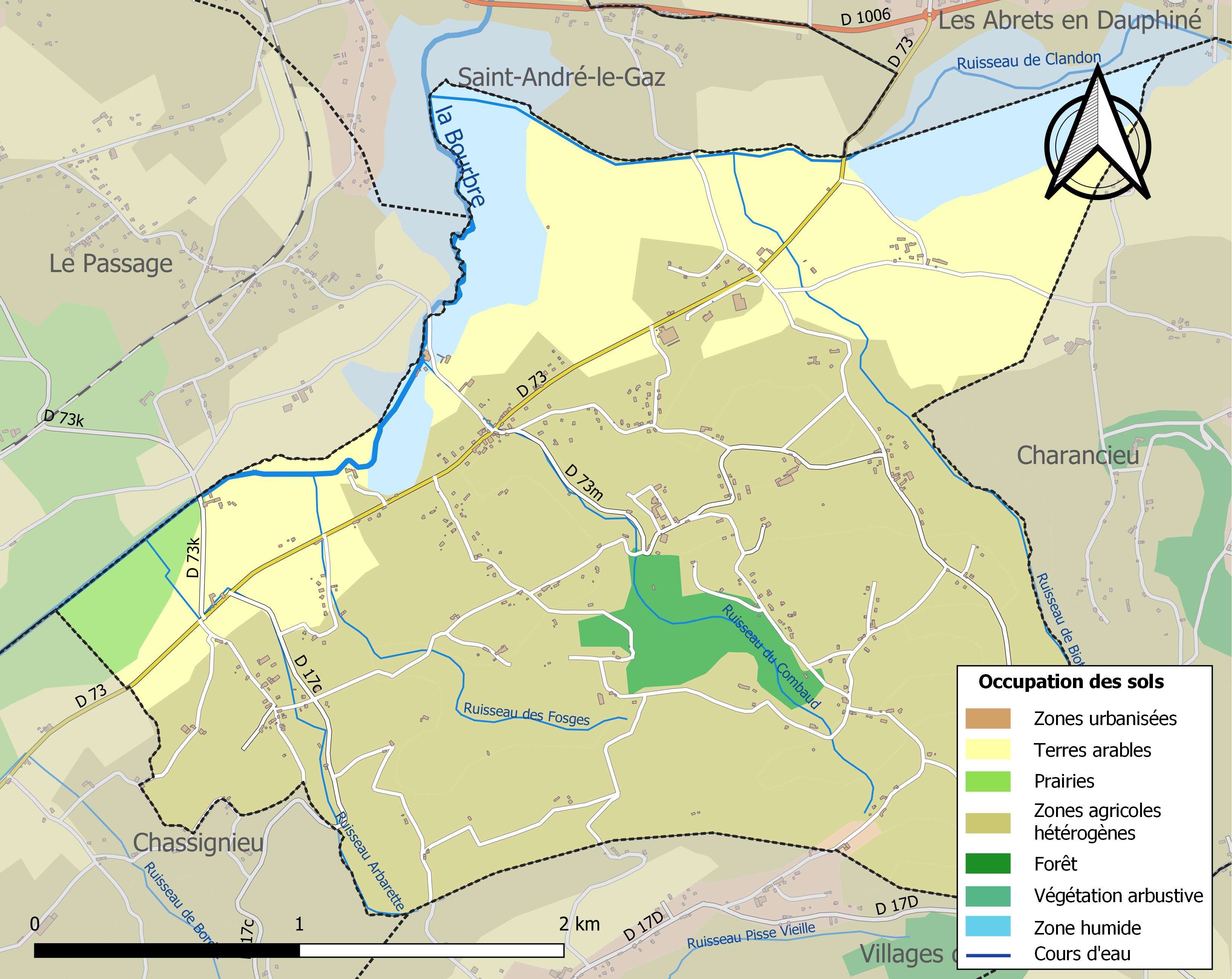
Carte des infrastructures et de l'occupation des sols de la commune en 2018 (CLC).

### Morphologie urbaine
Il s'agit d'une petite commune rurale de dimension très modeste comprenant un petit bourg central où se situe la mairie, l'école et l'église paroissiale entouré par quelques hameaux. Cet ensemble est composé essentiellement de maison individuelles, de fermes, pour la plupart réaménagées en maisons de résidence.

### Hameaux, lieux-dits et écarts
Voici, ci-dessous, la liste la plus complète possible des divers hameaux, quartiers et lieux-dits résidentiels urbains comme ruraux, ainsi que les écarts qui composent le territoire de la commune de Saint-Ondras, présentés selon les références toponymiques fournies par le site géoportail de l'Institut géographique national.
| - La Rochette - Brocardière - Buclas - Moulin de la Robinière - Vercours - Barriaux - Perrodière - Pont de Clandon | - Vieux Saint-Ondras - Moulin de Bugnon - Durand - Catinière - le Château Feuillet - Bazin - les Allimards - le Fayet | - Pont de Cour - Grepatière - les Fosges - Jalinière - le Mont - le Poutat - la Croix - Brénier |

### Habitat et logement
En 2018, le nombre total de logements dans la commune était de 293, alors qu'il était de 275 en 2013 et de 257 en 2008.
Parmi ces logements, 88,6 % étaient des résidences principales, 7,2 % des résidences secondaires et 4,1 % des logements vacants. Ces logements étaient pour 92,4 % d'entre eux des maisons individuelles et pour 6,9 % des appartements.
Le tableau ci-dessous présente la typologie des logements à Saint-Ondras en 2018 en comparaison avec celle de l'Isère et de la France entière. Une caractéristique marquante du parc de logements est ainsi une proportion de résidences secondaires et logements occasionnels (7,2 %) inférieure à celle du département (8,3 %) et à celle de la France entière (9,7 %). Concernant le statut d'occupation de ces logements, 85,6 % des habitants de la commune sont propriétaires de leur logement (84 % en 2013), contre 61,1 % pour l'Isère et 57,5 % pour la France entière.
| Typologie                                               | Saint-Ondras | Isère | France entière |
| ------------------------------------------------------- | ------------ | ----- | -------------- |
| Résidences principales (en %)                           | 88,6         | 84    | 82,1           |
| Résidences secondaires et logements occasionnels (en %) | 7,2          | 8,3   | 9,7            |
| Logements vacants (en %)                                | 4,1          | 7,7   | 8,2            |

### Voies de communication et transports
Le territoire communal est traversé par plusieurs routes départementales :
- La RD 73 qui relie la commune des Abrets en Dauphiné à celle de Beaurepaire (Isère)|
- La RD 73m qui relie la RD 76 au bourg central
- La RD 142d qui relie la commune avec celle de Charancieu
- La RD 17c et la RD 76k

La gare ferroviaire la plus proche de la commune est la gare des Abrets - Fitilieu. Celle-ci est desservie par desservie par des bus TER Auvergne-Rhône-Alpes  entre les gares de Saint-André-le-Gaz et Chambéry.

### Risques naturels et technologiques majeurs
L'ensemble du territoire de la commune de Saint-Ondras est situé en zone de sismicité n°3 (sur une échelle de 1 à 5), comme la plupart des communes de son secteur géographique.
| Type de zone | Niveau            | Définitions (bâtiment à risque normal) |
| ------------ | ----------------- | -------------------------------------- |
| Zone 3       | Sismicité modérée | accélération = 1,1 m/s2                |

## Toponymie
Selon André Planck, auteur du livre L'origine du nom des communes du département de l'Isère, le nom de Saint-Ondras est lié au nom de Saint-Honoré (probablement Honoré d'Amiens) dont il est une déformation de forme patoisante.

## Histoire

### Antiquité
Au début de l'Antiquité, le territoire des Allobroges s'étendait sur la plus grande partie des pays qui seront nommés plus tard la Sapaudia (ce « pays des sapins » deviendra la Savoie) et au nord de l'Isère.
Les Allobroges, comme bien d'autres peuples gaulois, sont une « confédération ». En fait, les Romains donnèrent, par commodité le nom d'Allobroges à l'ensemble des peuples gaulois vivant dans la civitate (cité) de Vienne, à l'ouest et au sud de la Sapaudia.

### Temps modernes
En 1737, il est fait mention du château de Buclas comme propriété de André Nicolas de Virieu, chevalier, descendant de la branche cadette des Virieu de Faverges.

### Époque contemporaine

Saint-Ondras au tout début du XXe siècle
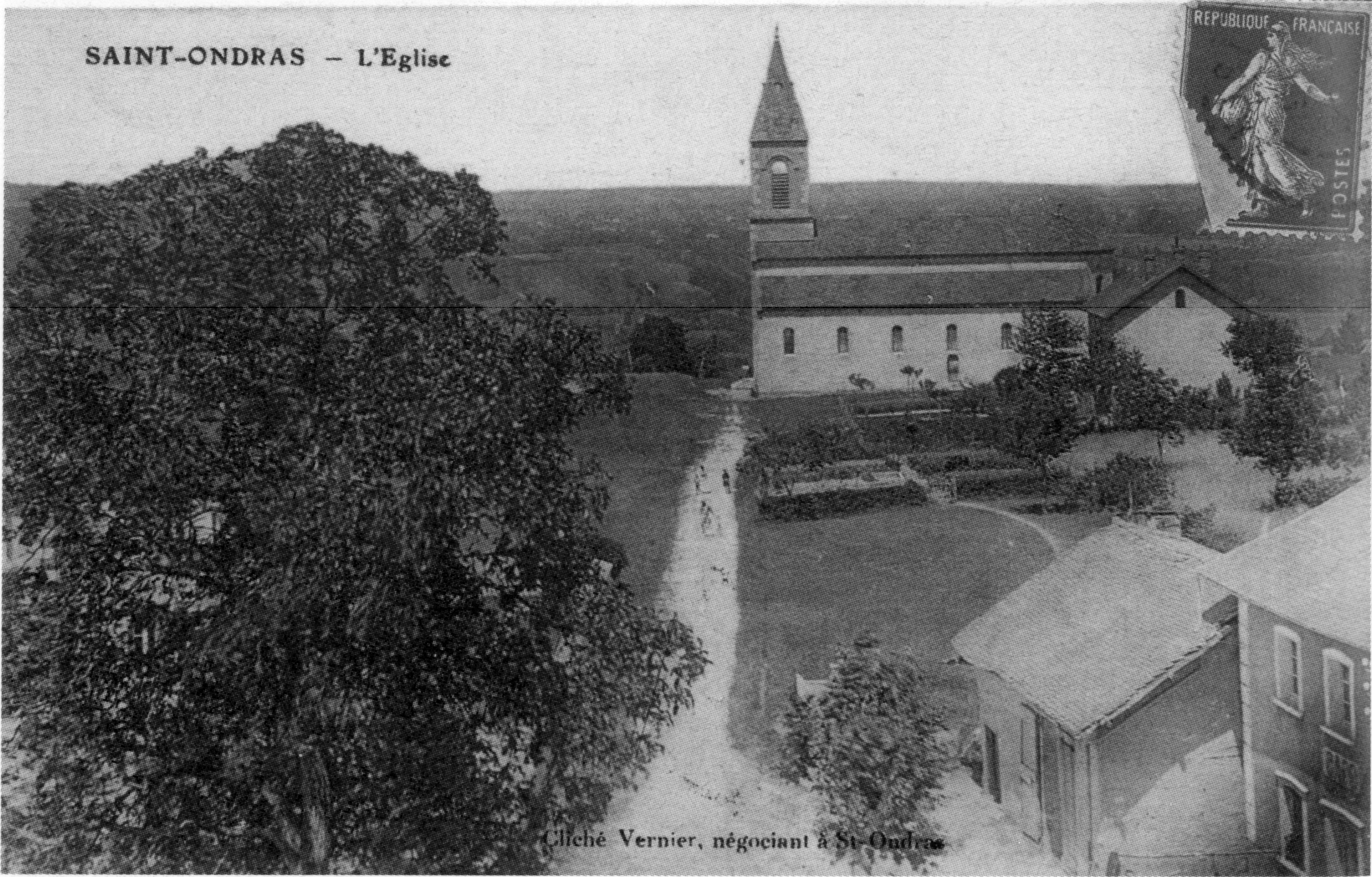
L'église
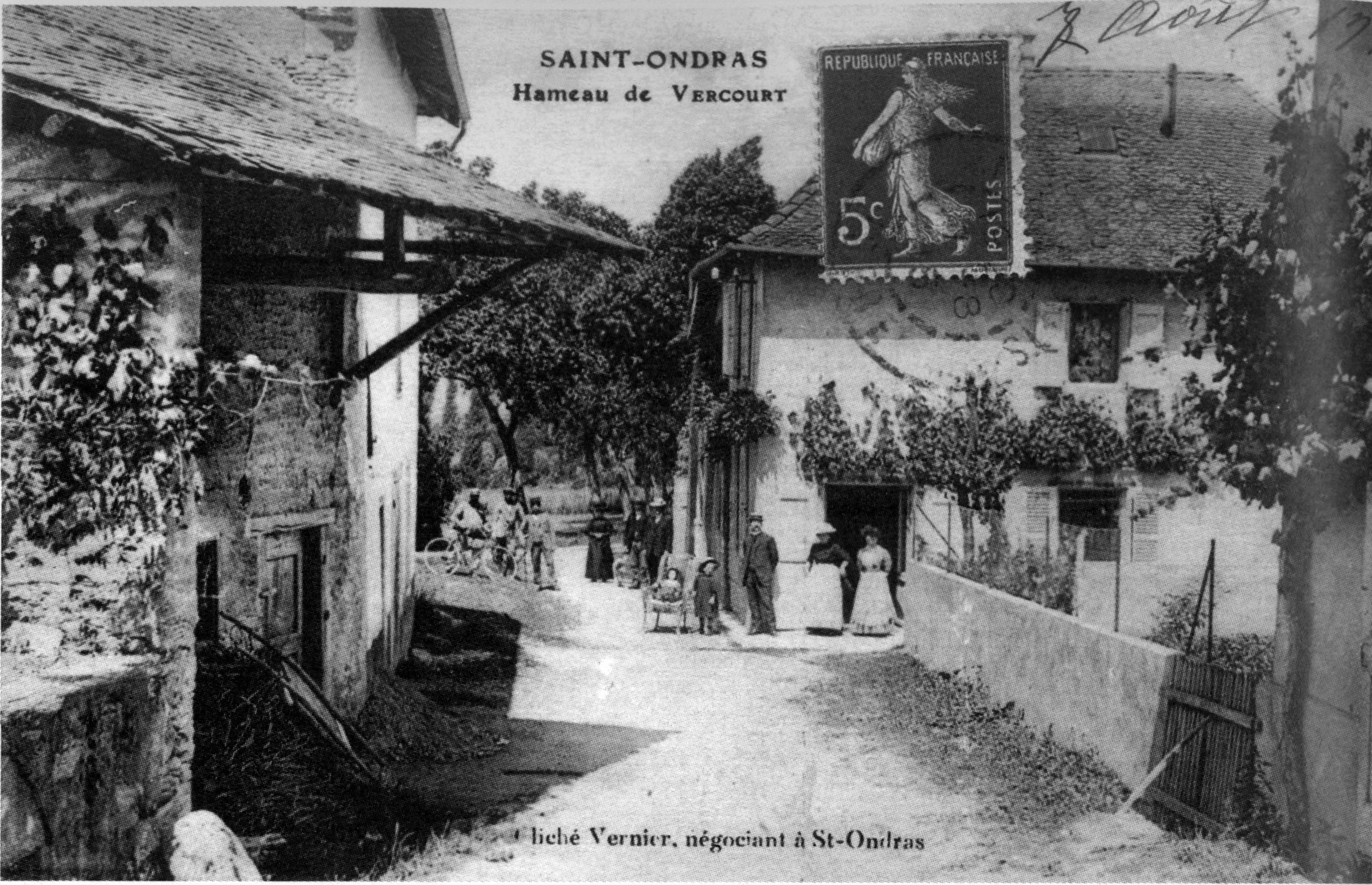
Le hameau de Vercourt en 1908.

## Politique et administration

### Rattachements administratifs et électoraux

#### Rattachements administratifs
La commune se trouve dans l'arrondissement de La Tour-du-Pin du département de l'Isère.
Elle faisait partie depuis 1803 du canton de Virieu. Dans le cadre du redécoupage cantonal de 2014 en France, cette circonscription administrative territoriale a disparu, et le canton n'est plus qu'une circonscription électorale.

#### Rattachements électoraux
Pour les élections départementales, la commune fait partie depuis 2014 du canton du Grand-Lemps
Pour l'élection des députés, elle fait partie de la septième circonscription de l'Isère.

### Intercommunalité
Saint-Ondras, jusqu'alors commune isolée, était membre de la communauté de communes Bourbre-Tisserands, un établissement public de coopération intercommunale (EPCI) à fiscalité propre créé en 2014 et auquel la commune avait transféré un certain nombre de ses compétences, dans les conditions déterminées par le code général des collectivités territoriales.
Dans le cadre des dispositions de la loi portant nouvelle organisation territoriale de la République du 7 août 2015, qui prévoit que les établissements publics de coopération intercommunale (EPCI) à fiscalité propre doivent avoir un minimum de 15 000 habitants, cette intercommunalité a fusionné avec ses voisines pour former, le 1er janvier 2017, la communauté de communes Les Vals du Dauphiné, dont est désormais membre la commune.

### Liste des maires
| Période                                  | Période                   | Identité                 | Étiquette | Qualité |
| ---------------------------------------- | ------------------------- | ------------------------ | --------- | --- |
| Les données manquantes sont à compléter. |                           |                          |           | |
|                                          |                           |                          |           | |
| 1995                                     | 13 mai 2022               | Christian Vieux-Melchior | SE        | Tourneur fraiseur retraité Vice-président de la CC Bourbre-Tisserands (2014 → 2016) Vice-président de la CC Les Vals du Dauphiné (2017 → 2020) Mort en fonction |
| 8 juillet 2022                           | En cours (au 16 mai 2023) | Michel Cleyet-Merle      | SE        | Chef d'entreprise |

## Population et société

### Démographie
L'évolution du nombre d'habitants est connue à travers les recensements de la population effectués dans la commune depuis 1800. Pour les communes de moins de 10 000 habitants, une enquête de recensement portant sur toute la population est réalisée tous les cinq ans, les populations de référence des années intermédiaires étant quant à elles estimées par interpolation ou extrapolation. Pour la commune, le premier recensement exhaustif entrant dans le cadre du nouveau dispositif a été réalisé en 2007.

En 2022, la commune comptait 661 habitants, en évolution de +4,75 % par rapport à 2016 (Isère : +3,07 %, France hors Mayotte : +2,11 %).
| 1800 | 1806 | 1821 | 1831 | 1836 | 1841 | 1846 | 1851 | 1856 |
| ---- | ---- | ---- | ---- | ---- | ---- | ---- | ---- | ---- |
| 534  | 655  | 766  | 901  | 870  | 813  | 836  | 814  | 762  |

| 1861 | 1866 | 1872 | 1876 | 1881 | 1886 | 1891 | 1896 | 1901 |
| ---- | ---- | ---- | ---- | ---- | ---- | ---- | ---- | ---- |
| 695  | 684  | 714  | 693  | 669  | 665  | 638  | 610  | 574  |

| 1906 | 1911 | 1921 | 1926 | 1931 | 1936 | 1946 | 1954 | 1962 |
| ---- | ---- | ---- | ---- | ---- | ---- | ---- | ---- | ---- |
| 533  | 535  | 472  | 450  | 411  | 373  | 378  | 380  | 360  |

| 1968 | 1975 | 1982 | 1990 | 1999 | 2006 | 2007 | 2012 | 2017 |
| ---- | ---- | ---- | ---- | ---- | ---- | ---- | ---- | ---- |
| 336  | 307  | 362  | 478  | 496  | 558  | 567  | 612  | 640  |

| 2022 | - | - | - | - | - | - | - | - |
| ---- | - | - | - | - | - | - | - | - |
| 661  | - | - | - | - | - | - | - | - |

### Enseignement
La commune est rattachée à l'académie de Grenoble.

### Médias
Historiquement, le quotidien à grand tirage Le Dauphiné libéré consacre, chaque jour, y compris le dimanche, dans son édition du Nord-Isère, un ou plusieurs articles à l'actualité du canton, quelquefois de la commune, ainsi que des informations sur les éventuelles manifestations locales, les travaux routiers, et autres événements divers à caractère local.
La commune est située sur l'aire de diffusion de radio Ici Isère, une radio publique qui émet sur tout le territoire du département de l'Isère.

### Cultes
La communauté catholique et l'église de Saint-Ondras (propriété de la commune) dépendent de la paroisse Sainte-Anne qui est, elle-même, rattachée au diocèse de Grenoble-Vienne.

## Culture locale et patrimoine

### Sites architecturaux

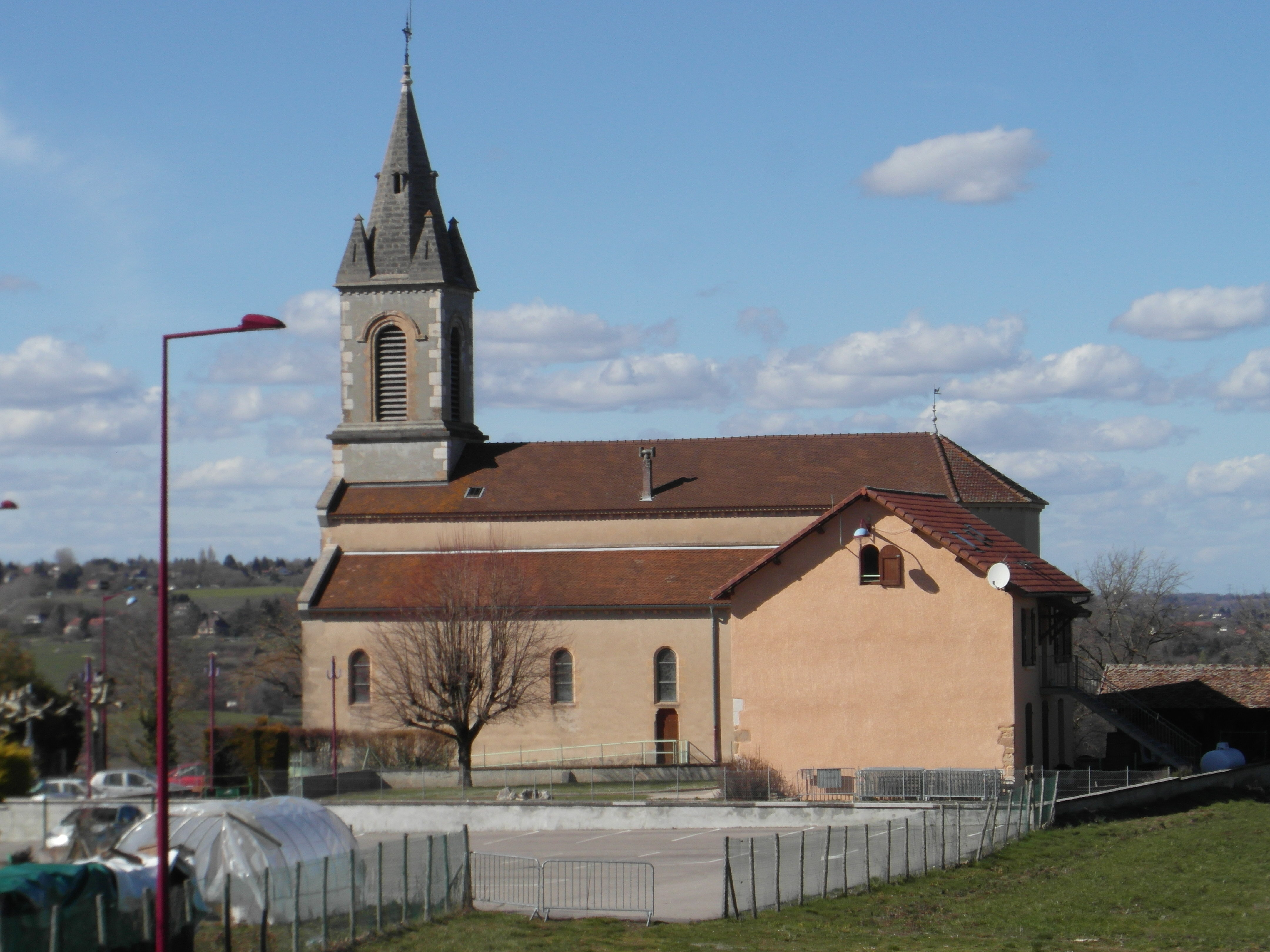
Église Saint Honoré en 2019

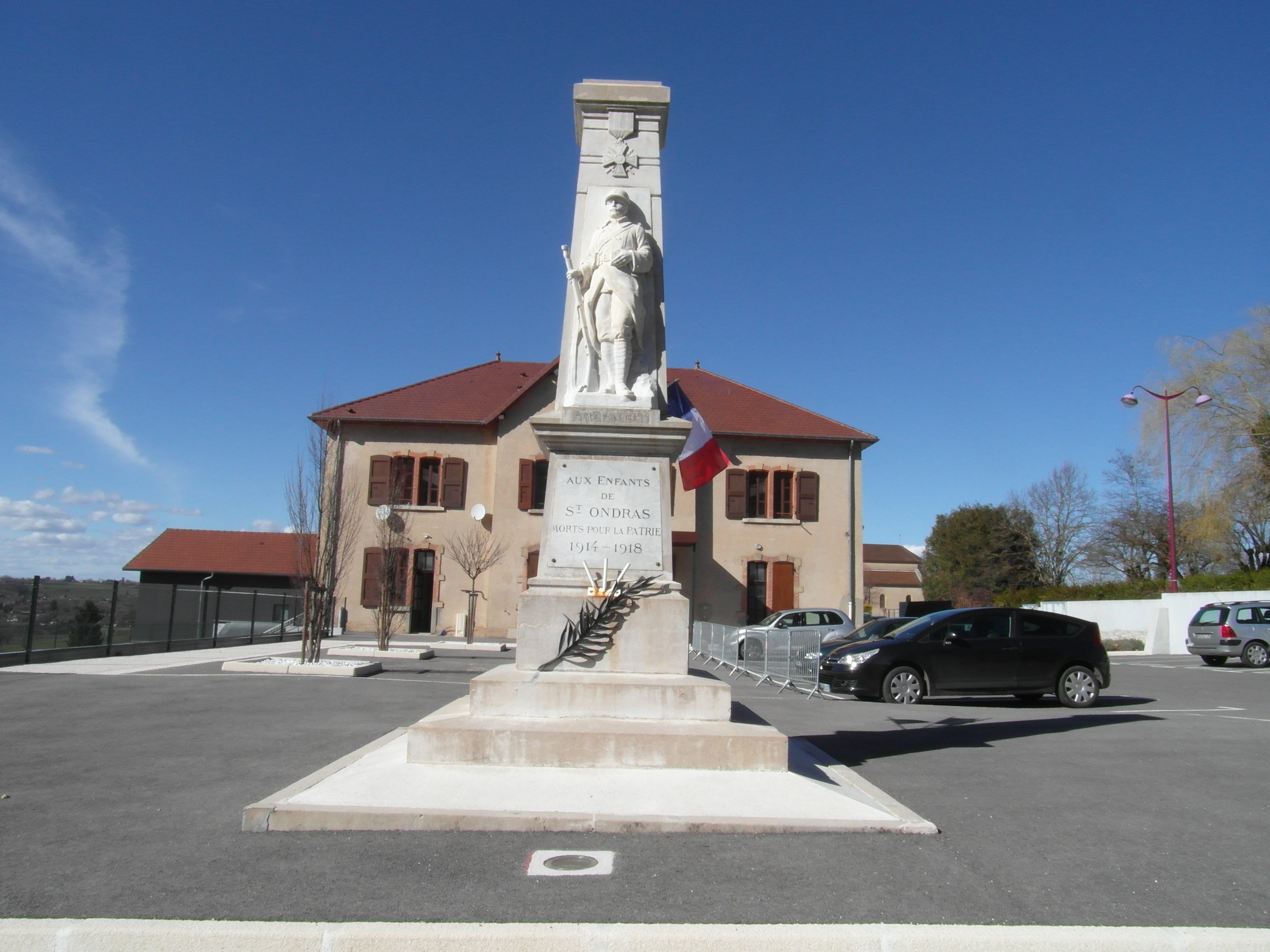
Le monument aux morts.

- L'église paroissiale Saint-Honoré date du XXe siècle. Cet édifice religieux est formé d'une large nef et de deux étroits bas-côtés. La façade assez austère, surmontée par un clocher est percée par une porte centrale en plein cintre surmontée d'une petite rose polylobée dans laquelle est positionnée une horloge[26].
- Le château de Buclas

Cet édifice civil qui date du XIXe siècle, probablement construit sur le site d'une ancienne maison forte, fut la propriété d'Antonin Dubost, maire de La Tour-du-Pin et président du Sénat sous la IIIe République. Il s'agit d'une propriété privée qui ne se visite pas.
- Le moulin La Pérouse
Datant de 1872, ce petit moulin à eau rénové en 2016 se situe en contrebas du bourg au bord du ruisseau du Combeau

Quelques vues du Moulin de La Pérouse (mars 2019)
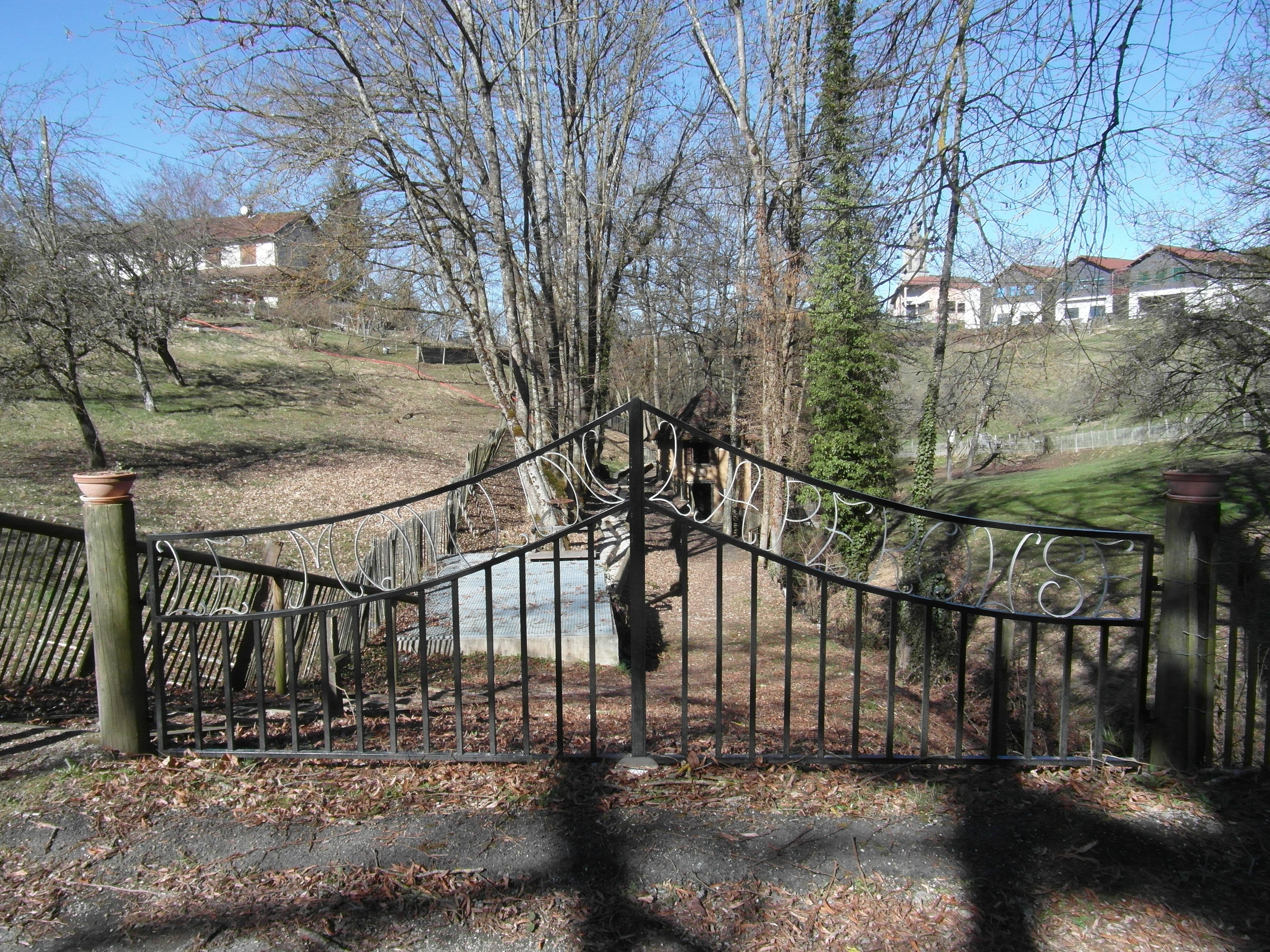
Entrée du domaine du Moulin
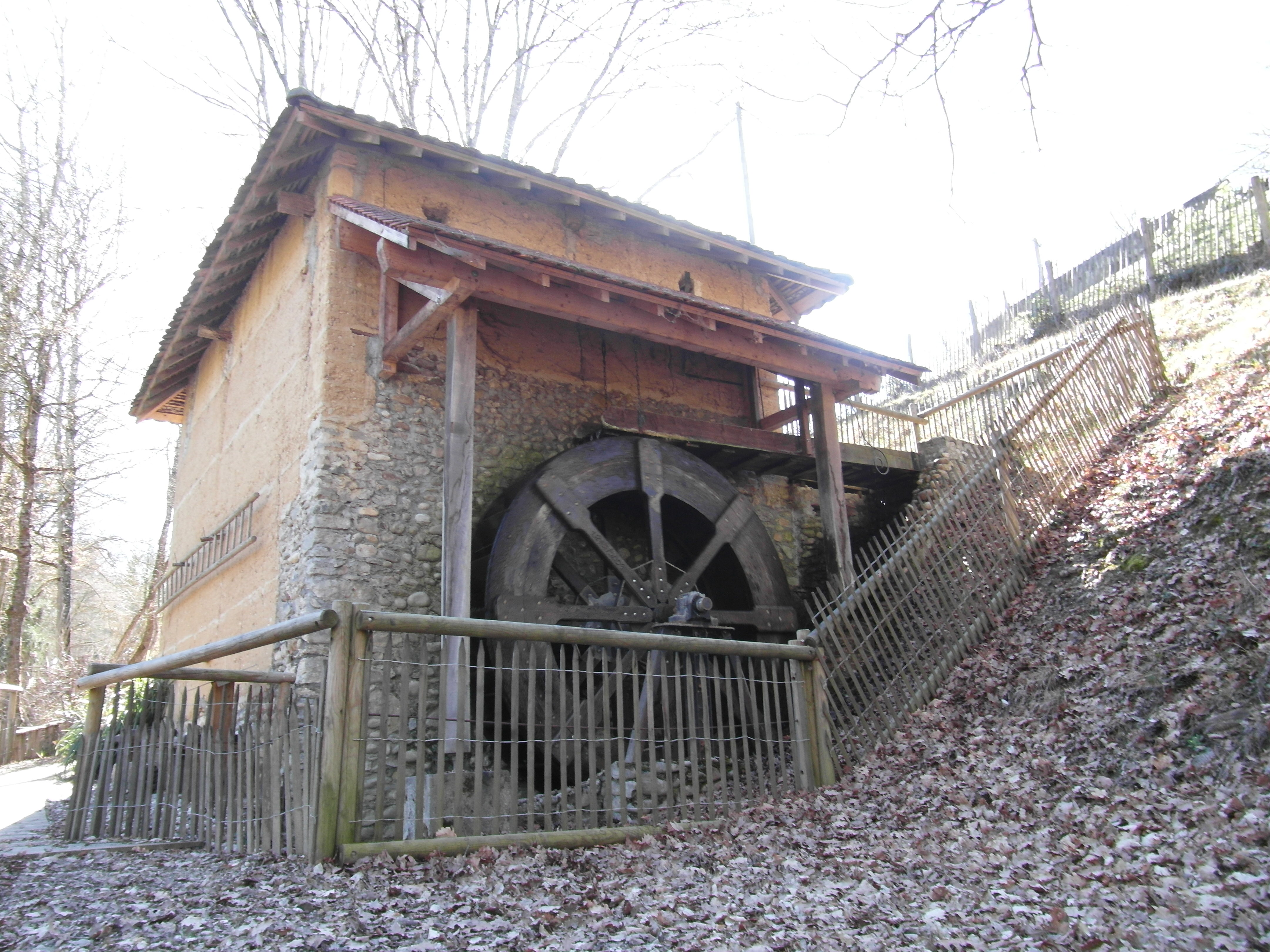
Vue générale sur le moulin
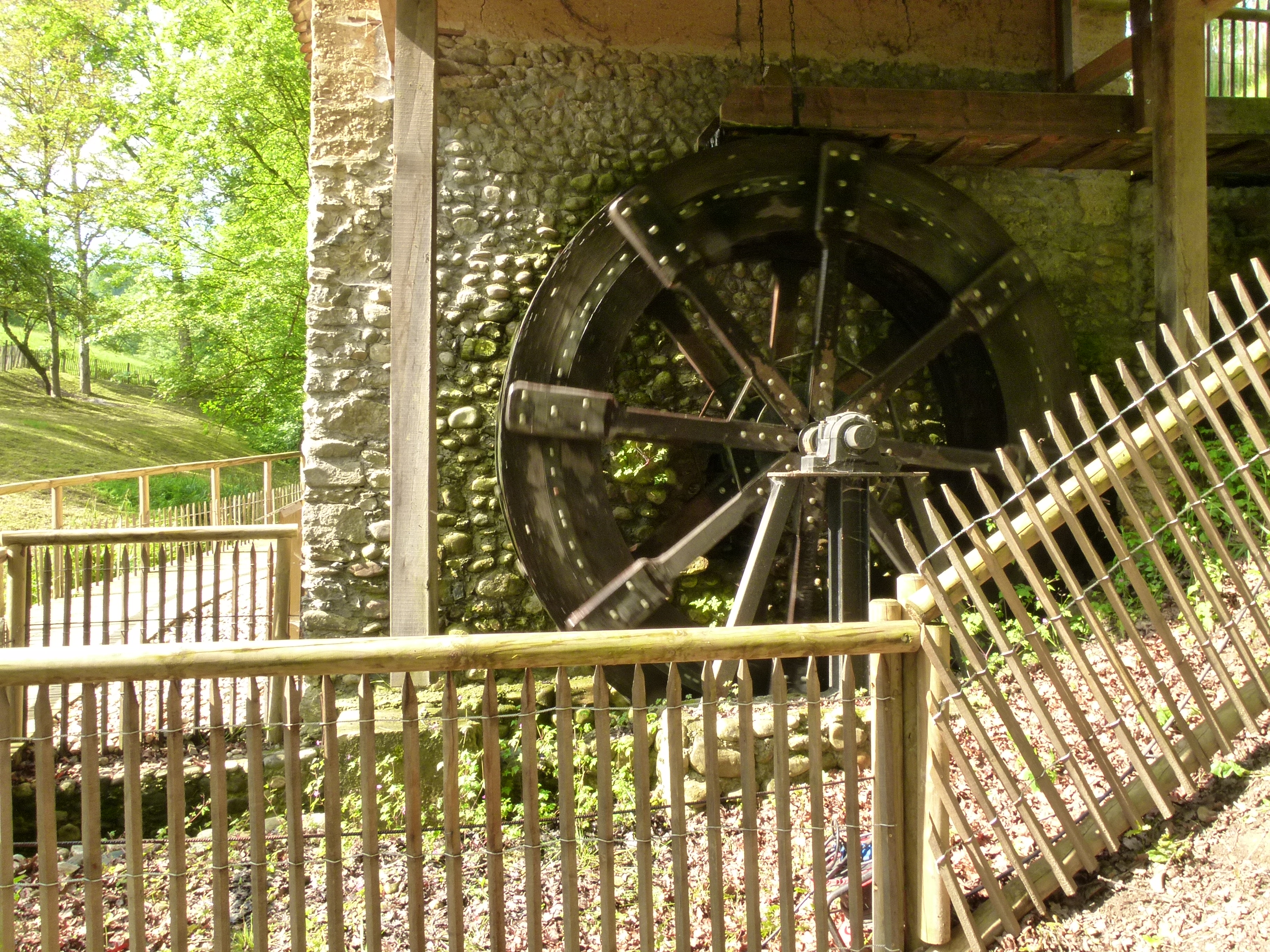
Roue du moulin (de face)
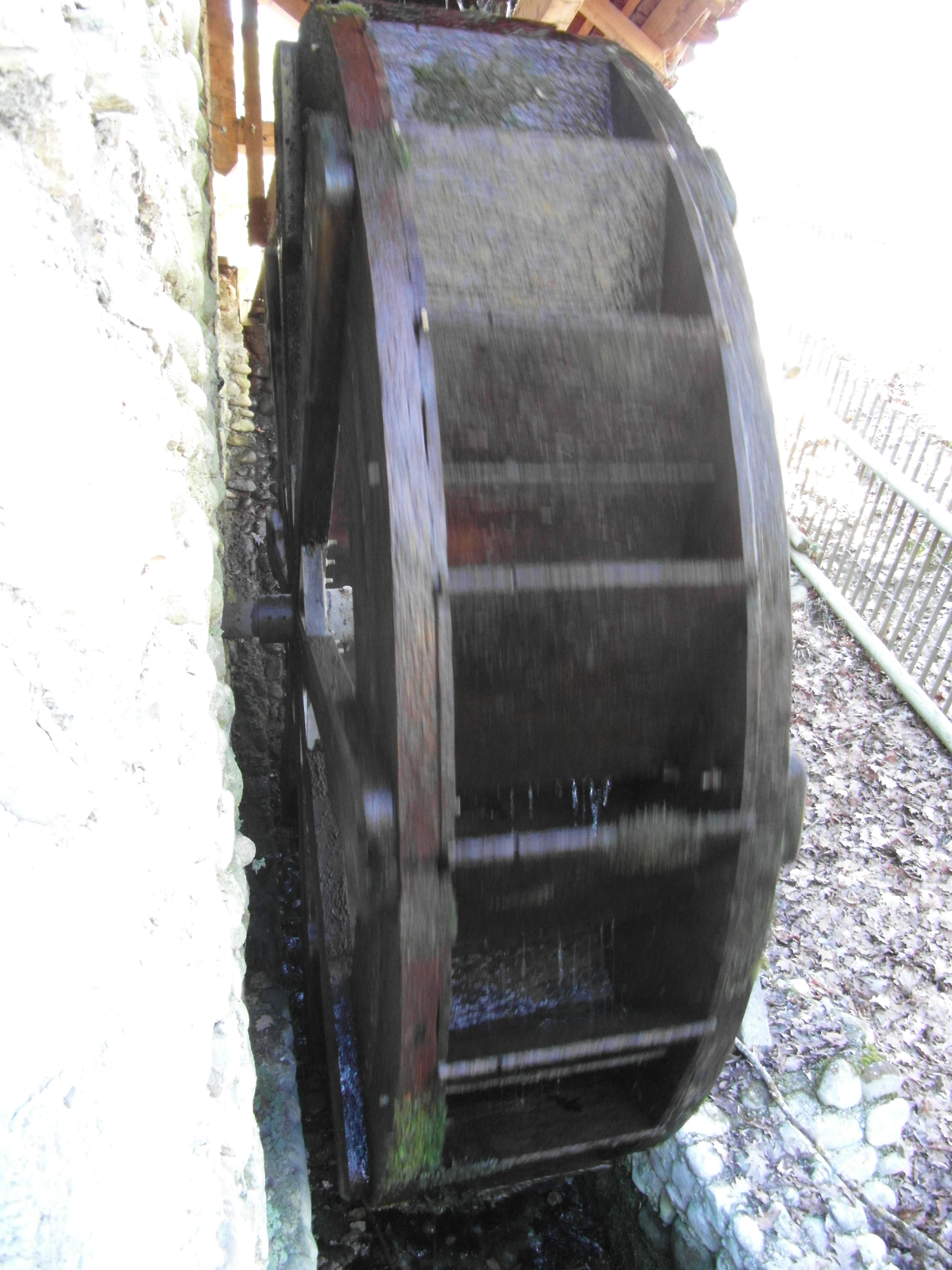
Roue du moulin (de côté)
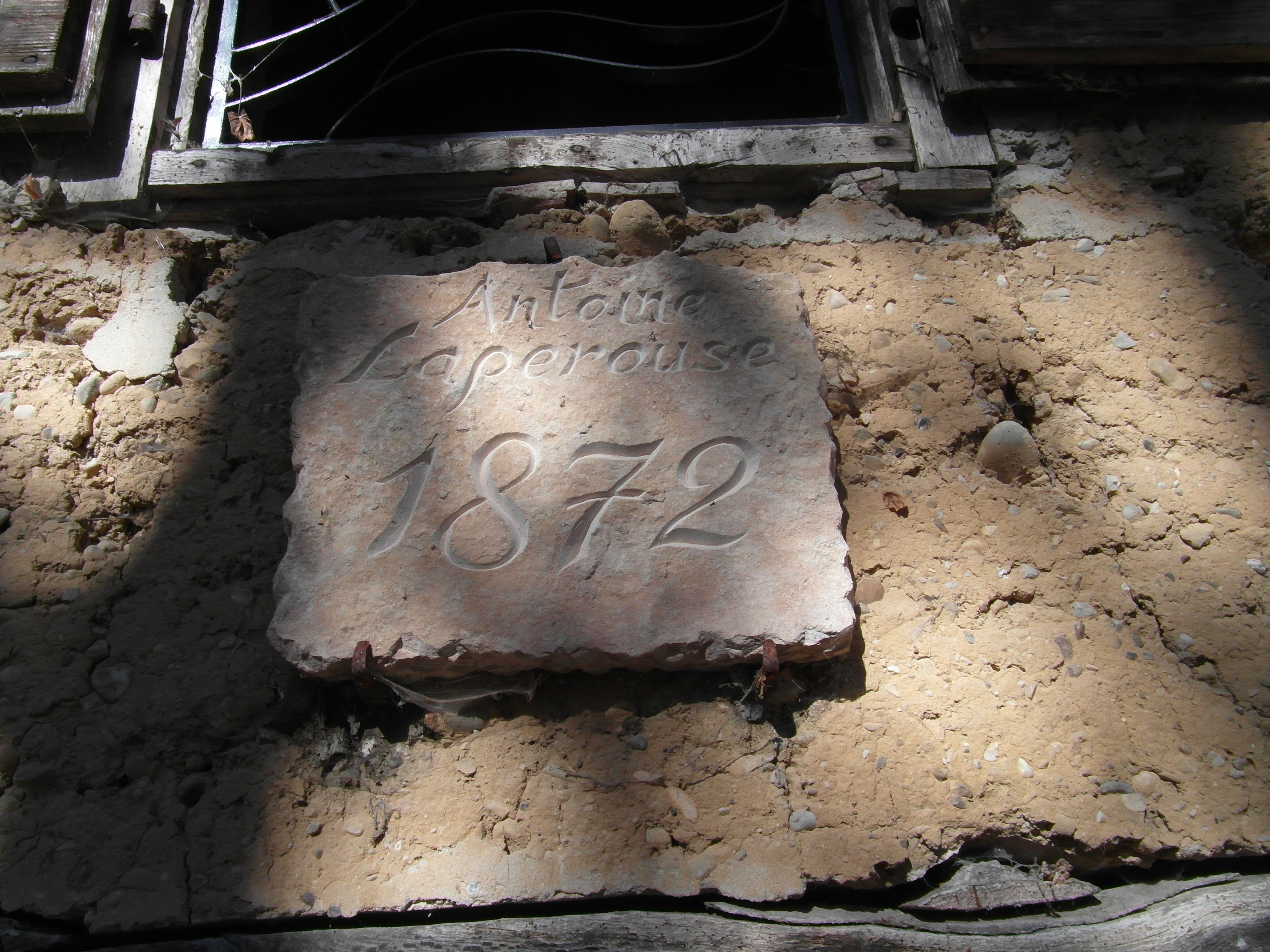
Plaque indiquant la date de création du moulin
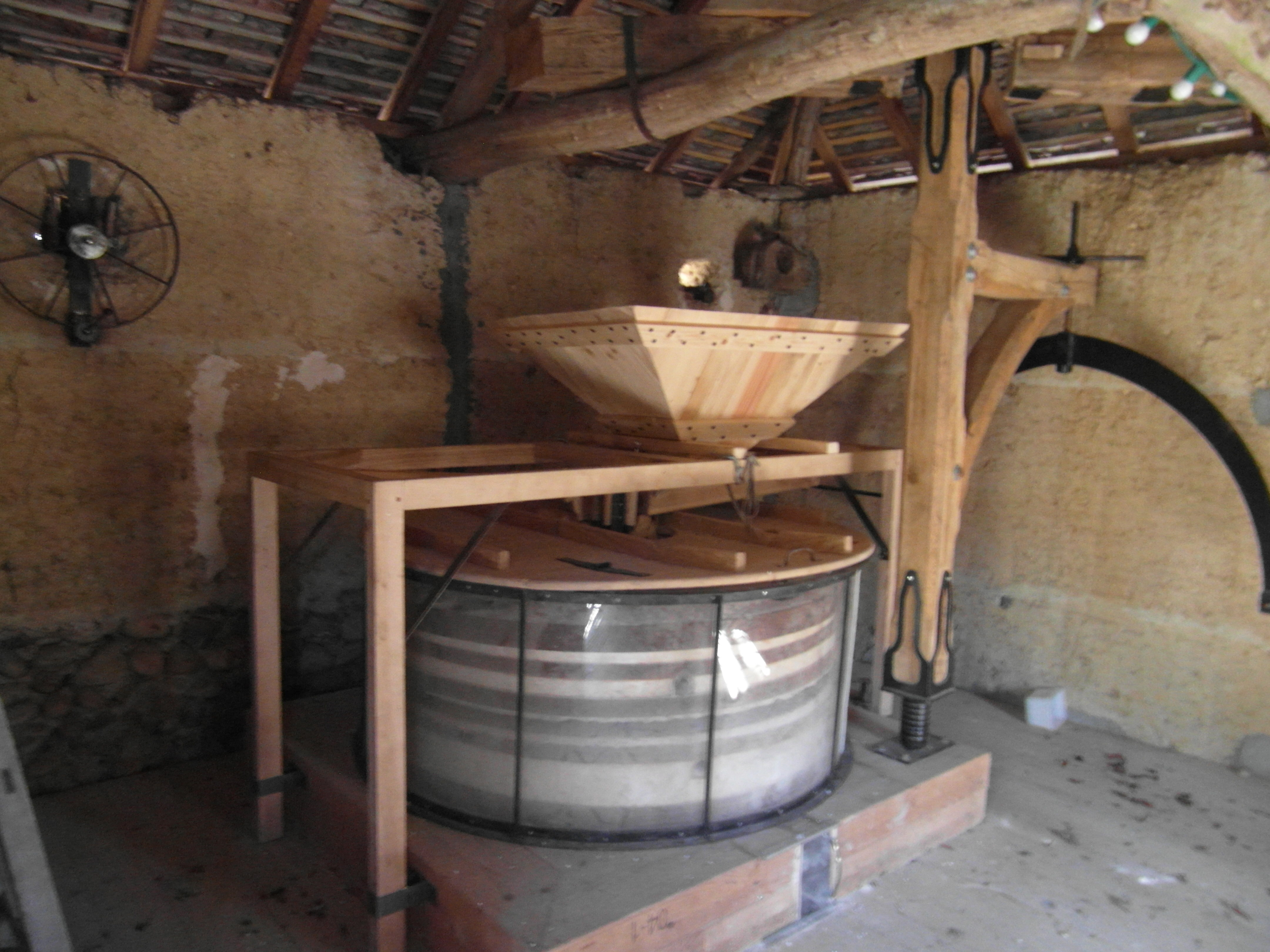
Vue intérieure du moulin

### Sites naturels et biodiversité
La ZNIEFF des marais de Clandon, situé en tête du bassin du ruisseau du Clandon, affluent de la Bourbre. Le site est caractérisé par une mosaïque de milieux naturels : secteurs tourbeux, roselières, étangs et boisements humides.

### Saint-Ondras dans les arts et la culture

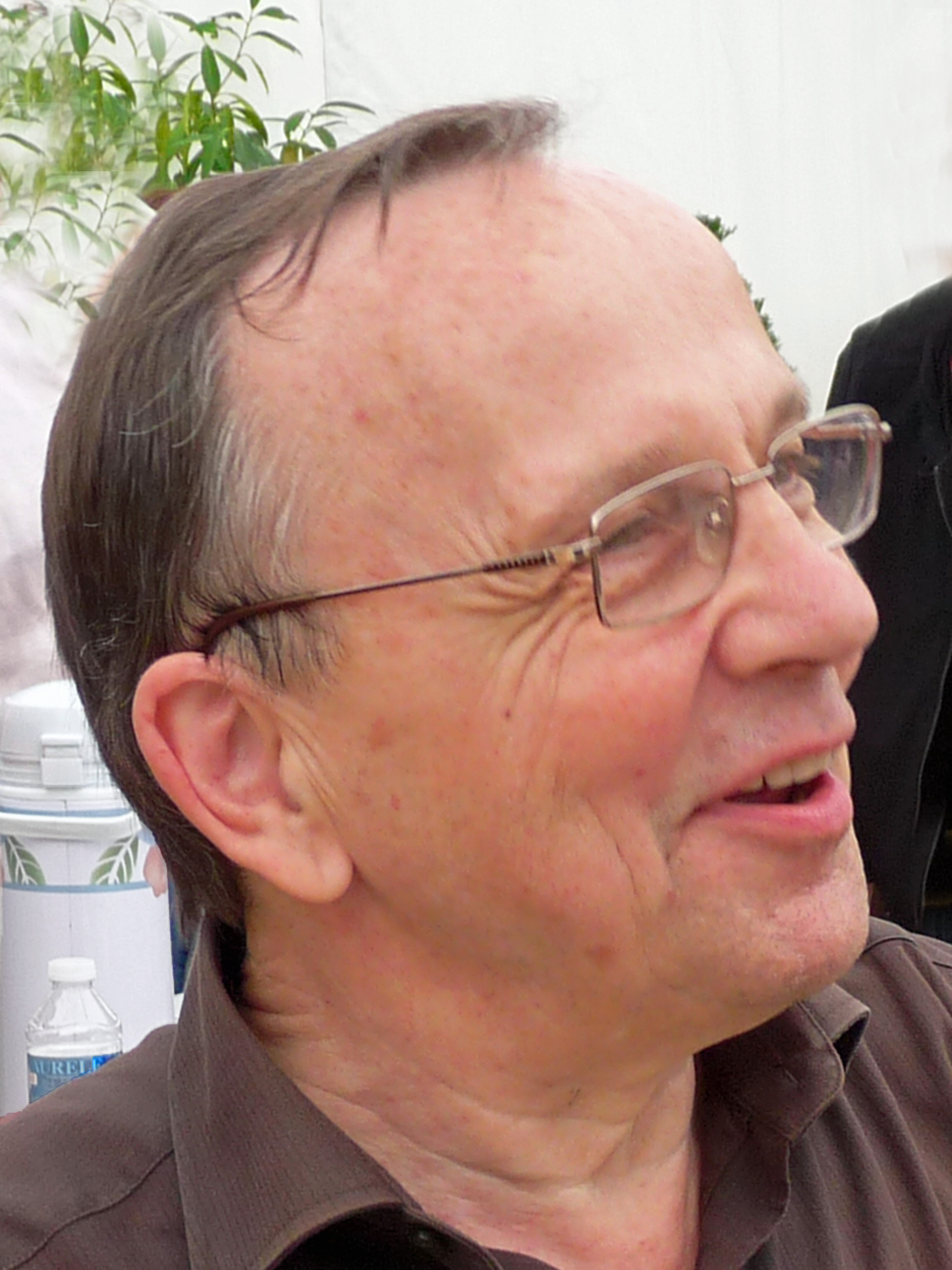
Christian Bobin

La commune est connue pour avoir accueilli l'écrivain Christian Bobin, lors de son écriture de L'Inespérée. C'est d'ailleurs une Ondrasienne (Gislaine dans le texte) qui a inspiré l'écrivain pour la constitution de la petite histoire « La plus que vive ».
L'action de l'œuvre se déroule elle-même dans le village :
« [Ce] village où parfois vous passez quelques jours sans rien faire, pas même écrire, surtout pas écrire, le village de Saint-Ondras, en Isère »
« Les fleurs sur la tombe de Saint-Ondras, en Isère, ont fané une semaine après ton enterrement »

## Pour approfondir